# Ming Šjaoling mavzolej
Ming Šjaoling (kitajsko: 明孝陵; pinjin: Míng Xiào Líng; dobesedno 'Hčerinski mavzolej cesarja Minga') je mavzolej cesarja Hongvuja, ustanovitelja dinastije Ming. Leži ob južnem vznožju Vijolične gore, vzhodno od zgodovinskega središča Nankinga. Legenda pravi, da se je, da bi preprečili rop grobnice, od 13 mestnih vrat odpravilo 13 enakih procesij pogrebnih vojakov, da bi zakrili pravo mesto pokopa.
Gradnja mavzoleja se je začela v času cesarja Hongvuja leta 1381 (pred 644 leti) in končala leta 1405 (pred 620 leti), med vladavino njegovega sina cesarja Jongleja, z ogromno porabo sredstev, ki je vključevala 100.000 delavcev. Prvotni zid mavzoleja je bil dolg več kot 22,5 kilometra. Mavzolej je bil zgrajen pod močno stražo 5000 vojakov.

## Postavitev in spomeniki

### Velika zlata vrata in Trg mesta
Da Jin Men in Sifangčeng. Na območje se vstopi skozi monumentalna Velika zlata vrata (Da Džin Men) in se kmalu sooči z ogromno kamnito želvo (biši), ki prebiva v paviljonu Sifangčeng ('Kvadratno mesto'). Želva podpira izrezljano kamnito stelo, ki jo kronajo prepleteni brezrogi zmaji. Dobro ohranjena stela je znana kot Stela Šengong Šengde (神功圣德碑), tj. dobesedno "Stela božjih zaslug in svetih vrlin". Napis na steli, ki opeva zasluge in vrline cesarja Hongvuja, je napisal njegov četrti sin, cesar Jongle. Želva je dolga 5,15 metra, široka 2,54 metra in visoka 2,8 metra, stela je visoka 8,78 metra (vključno z želvo) in je eden najbolj znanih primerov svoje vrste.
Domneva se, da je cesar Jongle prvotno načrtoval postavitev veliko večje stele tukaj. Dela na njeni izdelavi so se začela v kamnolomu Jangšan (približno 10 kilometrov vzhodno od mavzoleja) leta 1405, vendar je bila nedokončana stela opuščena v kamnolomu, saj so ugotovili, da je ne bo mogoče premakniti.
Za razliko od podobnega paviljona v grobnicah Ming blizu Pekinga je bila streha Sifangčenga v Nankingu nekoč uničena med uporom Taipingov in ostala nezgrajena do leta 2006. Nedavno so kitajski inženirji izvedli raziskavo o možnosti obnove strehe, ki je bila nato med letoma 2007 in 2009 sčasoma obnovljena.

### Sveta pot
Sveta pot je 1800 metrov dolga cesta na lokaciji mestne uprave Nankinga. Vijugasta Sveta pot (Šendao) se začne v bližini paviljona Sifangčeng. Vključuje več odsekov: Slonovo cesto in Cesto Vengdžong. Slonovo cesto obdaja 12 parov 6 vrst živali (levi, Šjedži, kamele, sloni, čilin in konji), ki varujejo grobnico. Za njimi je steber, ki se v kitajščini imenuje huabiao. Nato se nadaljuje po cesti Vengdžong. Štirje pari kamnitih ministrov in generalov (ali bojevniških varuhov, Vengdžong) že stoletja stojijo tam, da bi varovali pot v posmrtno življenje.

### Vrata Lingšing
Vrata Lingšing, pailou na koncu ceste Vengdžong, so bila že zdavnaj uničena, a leta 2006 obnovljena.

### Osrednje območje
V osrednje območje mavzolejskega kompleksa se vstopi skozi Ven Vu Fang Men (Vrata civilnega in vojaškega). Na kamniti plošči z vklesanim napisom zunaj vrat je uradno obvestilo lokalne vlade v dinastiji Čing (1644–1911), da mora zaščititi grobnico. Znotraj vrat je Dvorana plošč (Bei Dian), v kateri stoji pet stel. Srednja, prav tako nameščena na kamniti želvi, je s štirimi kitajskimi znaki vklesana, "治隆唐宋", ki jih je napisal cesar Kangši iz dinastije Čing na svojem tretjem inšpekcijskem potovanju po jugu leta 1699. Besedilo se razlaga kot namigovanje na veličino ustanovitelja dinastije Ming Džu Juandžanga, ki se ujema (ali presega) veličino ustanoviteljev dinastij Tang in Song iz preteklosti.
Za paviljonom so bili nekoč še drugi prizidki; vendar se je večina od njih zrušila v ostanke, iz katerih je še vedno mogoče izslediti prvotni sijaj. Cesar in njegova kraljica sta bila pokopana v glinenem tumulusu s premerom 400 metrov, znanem kot Hrib osamljenega zmaja (Du Long Fu). Kamniti zid s teraso na vrhu, znan kot Ming Lou (Dvorec Ming) ali Dušni stolp, je napol vgrajen v sprednjo stran tumulusa. Na kamnitem zidu, ki obdaja obok, je bilo vgraviranih 7 kitajskih znakov, ki označujejo mavzolej cesarja Ming Taidzuja (spoštovani naziv cesarja Džu Juandžanga).
Gora južno od grobnice, znana kot Meihua Šan ('Gora slivovega cveta'), je mavzolej Sun Čuana, kralja kraljestva Vu v obdobju treh kraljestev (220–265). Obstoj te grobnice je razlog, zakaj Sveta pot ni ravna.

## Kasnejša zgodovina
Mavzolejni kompleks je bil poškodovan med državljansko vojno Taiping sredi 19. stoletja, vendar je bil delno obnovljen v obdobju Tongdži.
Skupaj z grobnicami Ming severno od Pekinga je bil mavzolej Ming Šjaoling iz Nankinga UNESCO vpisan na seznam svetovne dediščine Carske grobnice dinastij Ming in Čing.